# Йоанна Стшельчик
Йоанна Стшельчик (пол. Joanna Strzelczyk) (5 вересня 1961, Варшава) — польський журналіст, аналітик з міжнародних питань, дипломат. Генеральний Консул Республіки Польща в Одесі (2010—2014).

## Життєпис
Народилася 5 вересня 1961 року у Варшаві. У 1986 році закінчила факультет економічних наук Варшавського університету. Вона також вивчала історію в Історичному інституті Варшавського університету, яку вона не закінчила (1984—1989).
У 1987—1990 рр. — працювала в Центральній школі планування та статистики, в якості дослідника в 1989—1990 роках, а в якості журналіста в «Gazeta Wyborcza».
У 1990—1996 рр. — працювала в Міністерстві закордонних справ як експерт, а потім заступником директора департаменту з питань східної політики.
У 1996—2003 рр. — працювала журналістом, щотижневика «Nowe Państwo» та щоденної газети «Zycie». У останній вона була заступником керівника, а потім головою закордонного відділення.
У 2003—2006 рр. — голова кабінету президента столичного міста Варшава.
У 2006—2010 рр. — керівник Департаменту міжнародної безпеки при Бюро національної безпеки. Ініціатор та перший головний редактор щоквартальної газети «Національна безпека».
У 2010—2014 рр. — Генеральний консул Республіки Польща в Одесі.
16 вересня 2016 — 2019 р. — Керівник Консульської агенції Республіки Польща у Смоленську.

## Автор праць
У 2002 році вона опублікувала книгу «Втеча зі Сходу». Росія у польській політиці 1989—1993 рр. Спеціалізується на міжнародних справах, безпеці та зовнішній політиці Польщі. Вона опублікувала свої перші статті у студентські часи. Публікації стосуються національних питань в СРСР і становища поляків у Радянському Союзі та в Каунаській Литві. У першій половині 1990-х років вона брала участь у роботі з переорієнтації польської зовнішньої політики та створення нової східної політики.